# Croix de cimetière d'Osmoy-Saint-Valery
La croix de cimetière d'Osmoy est un monument situé à Osmoy-Saint-Valery, en Normandie.

## Localisation
La croix est située dans l'ancien cimetière d'Osmoy.

## Historique
La croix est datée du XVIe siècle et a été érigée pour Jacques Fournel, un pèlerin de Saint-Jacques-de-Compostelle. 
Les communes de Maintru, d'Osmoy et de Saint-Valéry fusionnent en 1823. La commune prend son nom actuel en 1926.
Le monument est classé comme monument historique depuis le 20 juillet 1908.

## Description
La croix, en pierre, comporte le nom du commanditaire et une coquille Saint-Jacques.